# Sigalion stelliferum
Sigalion stelliferum är en ringmaskart som först beskrevs av Müller in Linnaeus 1788.  Sigalion stelliferum ingår i släktet Sigalion och familjen Sigalionidae. Inga underarter finns listade i Catalogue of Life.